# Epic Day
Epic Day é o décimo nono álbum da banda japonesa de hard rock B'z, lançado em 4 de março de 2015 pela Vermillion Records, mais de 3,5 anos após o álbum anterior, C'mon, o mais longo período sem álbuns de estúdio da carreira deles. O álbum vem após um hiato em que os membros da banda aproveitaram para lançar trabalhos solo: o vocalista/letrista Koshi Inaba lançou Singing Bird e o guitarrista/compositor Tak Matsumoto lançou New Horizon.
O álbum vem em quatro edições: a edição regular com o CD de dez faixas; uma edição analógica com um cartão de download/ uma edição limitada com um DVD ao vivo bônus; e uma edição Live-Gym 2015 com itens de turnê.
O álbum estreou no topos das paradas da Oricon e da Billboard Japan.
A faixa de abertura, "Las Vegas", ganhou um vídeo promocional e será usada como música-tema da etapa japonesa do Red Bull Air Race World Series de 2015.

## Faixas
Todas as letras escritas por Koshi Inaba, todas as músicas compostas por Tak Matsumoto, todas as faixas coarranjadas por ambos.
| N.º            | Título                                              | Duração |  |
| 1.             | "Las Vegas"                                         | 4:05    |  |
| 2.             | "Uchōten (有頂天)"                                  | 4:03    |  |
| 3.             | "Exit to the Sun" (Saída para o Sol)                | 4:55    |  |
| 4.             | "No Excuse" (Sem Desculpas)                         | 4:03    |  |
| 5.             | "アマリニモ (Amarinimo)"                            | 4:30    |  |
| 6.             | "Epic Day" (Dia Épico)                              | 4:46    |  |
| 7.             | "Classmate" (Colega de Classe)                      | 4:30    |  |
| 8.             | "Black Coffee" (Café Preto)                         | 3:43    |  |
| 9.             | "君を気にしない日など (Kimi wo Kinishinai Hi Nado)" | 4:31    |  |
| 10.            | "Man of the Match" (Melhor da Partida)              | 4:13    |  |
| Duração total: | Duração total:                                      | 43:19   |  |

### DVD bônus ao vivo
1. "Love Bomb"
2. "Go for It, Baby (Kioku no Sanmyaku)"
3. "Ultra Soul"
4. "Splash!"
5. "Brighter Day"
6. "Easy Come, Easy Go!"
7. "Motel"
8. "Mou Ichido Kiss Shitakatta"
9. "Itoshii Hitoyo Good Night..."
10. "Zero"
11. "Mienai Chikara ~Invisible One~"
12. "Negai"
13. "Into Free -Dangan-"
14. "Juice"
15. "It's Showtime!!"
16. "Shōdō"
17. "Home"
18. "Heat"
19. "Blowin'"

## Músicos
- Koshi Inaba - Vocais
- Tak Matsumoto - Guitarra

Membros de apoio
- Barry Sparks - baixo
- Chiharu Mikuzuki - baixo em "Classmate"
- Akira Onozuka - piano, órgão em "Amarinimo"
- Takanobu Masuda - órgão em "Epic Day"
- Shane Gaalaas - bateria
- Hideo Yamaki - bateria em "Classmate"
- Kazuki Katsuta - saxofone em "Las Vegas"
- Shiro Sasaki e Toyama Takushi - trompete em "Las Vegas"
- Makoto Igarashi - trombone em "Las Vegas"
- Atsushi Doyama - trompa em "Classmate"
- 小瀧綾 - oboé em "Classmate"
- Hiroko Ishikawa - cordas em "Exit to the Sun" e "Classmate"
- Maiko Sugiyama - cordas em "Kimi wo Kinishinai Hi Nado"
- Lime Ladies Orchestra - cordas em "Exit to the Sun", "Classmate" e "Kimi wo Kinishinai Hi Nado"
- Yoshinobu Ohga - arranjos em todas as faixas exceto "Exit to the Sun", "Classmate" e "Kimi wo Kinishinai Hi Nado"
- Hideyuki Terachi - arranjos nas faixas 1, 2, 3, 7 e 9